# Clive Sinclair
Clive Marles Sinclair (Richmond, Surrey, 30 de julio de 1940-Londres, 16 de septiembre de 2021) fue un ingeniero, inventor y empresario británico, con el tratamiento de sir, creador del popular ZX Spectrum, un microordenador doméstico de los años 1980.

## Biografía
Hijo y nieto de ingenieros, nació el 30 de julio de 1940. En 1961 creó la compañía Sinclair Radionics Ltd. y lanzó el Microvision, un televisor portátil como producto estrella. En 1967 creó la primera calculadora electrónica de bolsillo. La empresa fue renombrada como Sinclair Instrument Ltd. en agosto de 1975 y como Science of Cambridge en julio de 1977. En junio de 1978 lanzó el kit MK14, basado en el chip National SC/MP. A partir de 1978 participó en el desarrollo del ordenador Grundy NewBrain, del que finalmente se desvinculó.
En 1980 se lanzó el ZX80, apodado "el ordenador más pequeño y barato del mundo". Dicho equipo disponía de 1 Kbyte de memoria RAM y un sistema operativo BASIC almacenado en una ROM de 4 Kbyte. El sistema de visualización, en blanco y negro y sin capacidades gráficas, ofrecía 32 columnas por 24 filas. Incorporaba un teclado sensible al tacto y conexiones para televisión y cinta de casete, y estaba basado en un procesador Z80 a 1 MHz.
En 1981 lanzó el ZX81, una versión mejorada del ZX80. El principal cambio fue la sustitución de los 12 chips estándar para lectura de teclado y generación de vídeo del ZX80 por un único chip de diseño específico (Uncommited Logic Array o ULA), creado por Ferranti bajo pedido de Sinclair. Este cambio abarataba notablemente el coste del equipo y aumentaba su fiabilidad. Otros cambios importantes fueron el sistema BASIC con coma flotante (almacenado en una ROM de 8 Kbyte).
En 1982 le siguió el ZX Spectrum, un ordenador que supuso un éxito comercial sin precedentes. Este era radicalmente distinto a los modelos anteriores, pues tenía mucha mayor capacidad de memoria (se vendía en dos versiones: con 16 y 48 Kbyte) y mayor velocidad (estaba basado en un Z80 a 3,5 MHz). En cuanto a gráficos, ofrecía una resolución gráfica de 256 por 192 píxeles, un sistema BASIC mucho más avanzado (contenido en una ROM de 16Kbytes) y ciertas capacidades de color (bastante limitadas). Otra novedad frente a sus antecesores fue la capacidad de emitir sonidos mediante un pequeño altavoz.
En 1984 lanzó el Sinclair QL basado en un Motorola 68008. Se trataba de un equipo revolucionario para la época, pues era de 32 bits, pero Clive Sinclair no supo leer las necesidades del mercado potencial de este ordenador. El resultado no fue tan bueno como se esperaba por culpa de un teclado no mecánico, la inexistencia de puerto paralelo para impresoras, y, sobre todo, el uso del ZX Microdrive como sistema de almacenamiento en lugar de disquetes o disco duro.
En 1985 presentó un coche eléctrico, el Sinclair C5. Este supuso un gran desastre financiero, debido a que se le negó el permiso de circulación por vías públicas (se consideró que su baja altura podía hacer que pasase desapercibido a los conductores de camiones, con el grave riesgo que eso suponía).
En 1986 la grave crisis que sufrió la empresa le llevó a venderla, junto con el nombre, a Amstrad, su más directo competidor.
A finales de 1987 fundó Cambridge Computers, una nueva empresa de ordenadores que lanzó un único producto: el Cambridge Z88. Este era un ordenador portátil revolucionario para la época. Estaba basado en un Z80 a 3,5 MHz y podía direccionar hasta 3,5 Mbyte de memoria RAM. Entre sus atractivas características estaban la ausencia de discos (utilizaba un disco RAM como sistema de almacenamiento, el cual se alimentaba de las baterías y mantenía su información hasta un año), su reducido tamaño (ligeramente más pequeño que un folio) y su gran autonomía (la configuración básica ofrecía 20 horas de funcionamiento ininterrumpido con cuatro pilas AA alcalinas normales). Su software integrado le daba las funciones de un PDA actual, junto con otras no disponibles en estos como proceso de textos y hoja de cálculo. Hubo versiones en varias lenguas. Las ventas no fueron muy buenas y la empresa quebró algunos años después.

## Muerte
Falleció en la madrugada del 17 de septiembre de 2021, en su casa en Londres, después de una larga enfermedad.